# Cuauhtémoc, Ostuacán
Cuauhtémoc är en ort i Mexiko.   Den ligger i kommunen Ostuacán och delstaten Chiapas, i den sydöstra delen av landet, 600 km öster om huvudstaden Mexico City. Cuauhtémoc ligger 171 meter över havet och antalet invånare är 361.
Terrängen runt Cuauhtémoc är lite kuperad. Runt Cuauhtémoc är det ganska glesbefolkat, med 42 invånare per kvadratkilometer. Närmaste större samhälle är San Miguel la Sardina, 10,6 km öster om Cuauhtémoc. I omgivningarna runt Cuauhtémoc växer huvudsakligen savannskog.